# Ascaphus truei
Ascaphus truei е вид жаба от семейство Гладконоги (Leiopelmatidae). Видът не е застрашен от изчезване.

## Разпространение
Разпространен е в Канада и САЩ.

## Описание
Продължителността им на живот е около 14 години.